# Ambassade du Maroc au Portugal
L'ambassade du Maroc au Portugal est la représentation diplomatique du royaume du Maroc au Portugal. Elle est située au rue Alto do Duque, nº 21 - Restelo- 1400-099 à Lisbonne, la capitale du pays. Depuis le 20 avril 2018, son ambassadeur est Othman Bahnini.

## Liste des ambassadeurs du Maroc
| Nom               | Fonction          | image | date de début de mission | date de fin de mission | Rois du Maroc        |
| ----------------- | ----------------- | ----- | ------------------------ | ---------------------- | -------------------- |
| Tahar Mekouar     | chargé d'affaires |       | 9 septembre 1958         | 12 décembre 1961       | Mohammed V/Hassan II |
| Tahar Mekouar     | chargé d'affaires |       | 30 juin 1962             | 1972                   | Hassan II            |
|                   |                   |       |                          |                        | Hassan II            |
| Ali Benbouchta    | Ambassadeur       |       | 1989                     | 1993                   | Hassan II            |
| Aziz Mekouar      | Ambassadeur       |       | 1993                     | 1999                   | Hassan II            |
| Salaheddine Tazi, | Ambassadeur       |       |                          |                        | Mohammed VI          |
| Samir Arrour      | Ambassadeur       |       | 2004                     | 2008                   | Mohammed VI          |
| Karima Benyaïch   | Ambassadeur       |       | 7 novembre 2008          | 22 avril 2018          | Mohammed VI          |
| Othman Bahnini    | Ambassadeur       |       | 20 avril 2018            | 29 mai 2018            | Mohammed VI          |

## Consulats
- Lisbonne: consulat général